# Kollegium St. Fidelis
Das Kollegium St. Fidelis ist ein öffentliches Gymnasium in der Gemeinde Stans.

## Geschichte
Aus dem Jahr 1577 stammen die ersten Berichte über Geistliche, die in Stans Privatunterricht erteilten. Fünf Jahre später holte der damalige Landammann, Ritter Melchior Lussi Angehörige des Kapuzinerordens nach Stans, welche später auch für die Führung des Kollegiums zuständig waren.
1749 eröffnete der Kirchenrat der Gemeinde Stans eine Lateinschule. Diese wurde ab 1877, auf Bitten des Kantons, von den Kapuzinern geführt. Die Bildungseinrichtung wurde zu einem privaten Internatsgymnasium umgestaltet. Den heutigen Namen St. Fidelis erhielt die Schule im Jahre 1895.
Bis ins Jahre 1972 war das Kollegium eine reine Knabenschule. Im August 1988 übernahm der Kanton Nidwalden die Leitung der Schule und löste das Internat auf.
Vor dem Gebäude steht ein über 100 Jahre alter Riesenmammutbaum, der mittlerweile über 30 Meter hoch ist.

## Bekannte Rektoren
- Leutfrid Signer (1897–1963), Rektor von 1943 bis 1963